# ده ببر کانتون
ده ببر کانتون (انگلیسی: Ten Tigers of Canton) یا ده ببر گوانگ‌دونگ به یک گروه ده نفره از رزمی‌کاران چینی گفته می‌شود که حوالی قرن نوزدهم میلادی و در خلال حکفرمایی دودمان چینگ در چین زندگی می‌کردند.
گفته می‌شود که این ۱۰ تن، بهترین مبارزانِ جنوب چین محسوب می‌شدند. بیشتر آنچه امروزه دربارهٔ آنها می‌دانیم، آمیخته به افسانه و روایات عامیانه است که از نسلی به نسل دیگر منتقل شده است.

## اسامی ده ببر کانتون
- وانگ یان-لام
- وانگ چینگ-خو
- سو هاک-فو
- خوانگ چی‌یینگ (وانگ کی-یینگ)
- لای یان-چیو
- سو چان
- لیانگ کوآن
- چان چیانگ-تای
- تام چای-کوآن
- چائو تای